# Fernando Berenguer Fusté
Fernando Berenguer Fusté (San Juan de los Remedios, Cuba c, 1875-Hernani, 6 de junio de 1934) fue un militar español, hermano del también militar y político Dámaso Berenguer.

## Biografía
Hijo del coronel de infantería Dámaso Berenguer Benimeli, originario de Callosa de Ensarriá (Alicante). ingresó en la Academia de Infantería de Toledo en 1893. Su carrera siguió paralela a la de sus hermanos Dámaso y Federico Berenguer.

## Asesinato
Fernando Berenguer fue asesinado el 6 de junio de 1934, en su casa de Hernani. Fue detenido un sospechoso que en un principio confesó el crimen, llamado Emilio Huertas Roca, pero luego se retractó. 
Da la casualidad que su hermano Luis también fue asesinado dos años después, en 1936.